# Державинский лицей
Держа́винский лицей — муниципальное бюджетное общеобразовательное учреждение Петрозаводского городского округа, готовящее учащихся для поступления в вузы.

## История
29 августа 1974 года указом Исполнительного комитета Петрозаводского городского совета в городе был открыт межшкольный учебно-производственный комбинат № 1 (директор И. С. Фрадков). В 1991 году на базе УПК открылось новое учебное заведение — школа-колледж № 1, ориентированное на подготовку учащихся для поступления в вузы. Первоначально в учебном заведении проходили подготовку учащиеся 10-11 классов, с 1 сентября 1994 года колледж открылся для восьмиклассников.
В 1995 году колледж был реорганизован в лицей и, по итогам проведённого среди учащихся конкурса названий, 19 октября 1995 года стал Державинским по имени первого гражданского губернатора Карелии Гавриила Державина. С тех пор 19 октября ежегодно отмечается как «День лицея». Посвящение учащихся в лицеисты проводится в Губернаторском парке у памятника Г. Р. Державину.
В 2002 году лицей получил своё современное название — Муниципальное бюджетное образовательное учреждение «Державинский лицей».

## Общие сведения
Лицей осуществляет предпрофильную подготовку учащихся 7-9 классов (до 2010 года 8-9 классов) и профильную подготовку учащихся 10-11 классов по направлениям: информационно-технологическое, информационно-математическое, информационно-лингвистическое, конструкторско-технологическое, медико-биологическое, социально-гуманитарное, социально-экономическое.
К работе в лицее привлекаются преподаватели и специалисты Петрозаводского государственного университета и Карельского научного центра РАН.
В лицее издается газета «Дерлиц и Я», существует радиостудия «Держава FM», ученическое конструкторское бюро «Сампо», музыкальная театральная студия, театральная студия «Домино», студия художественного слова, киноклуб «Держава». Организовано два волонтёрских отряда — «Добрые люди» и «VITA». Традиционными стали концертные программы для ветеранов Великой Отечественной войны, проживающих в микрорайоне «Зарека», проведение «Дней лицейского братства», конкурсов «Мисс» и «Мистер лицей»

## Директора
- Анатолий Фёдорович Ганжиков — (1995—2009)[1]
- Раиса Петровна Сергеева — с 2009 года

## Известные выпускники
- Ширшина, Галина Игоревна (выпуск 1995 года) — глава Петрозаводского городского округа в 2013—2015 годах[2].